# June Tabor
June Tabor (Warwick, 31 december 1947) is een Britse folk-zangeres.

## Loopbaan
Tabor werd er in 1965 toe aangetrokken zangeres te worden na het horen van Anne Briggs' ep Hazards of Love. Zij studeerde aan het St Hugh's College van de Universiteit van Oxford en zong in de groep Mistral. Een van haar eerste albums is Stagfolk Live, opgenomen in 1972.
Haar doorbraak kwam in 1976 met het album Silly Sisters, waarop zij te horen was met Maddy Prior. Daarna kwam haar soloalbum Airs and Graces uit. In 1977 nam zij samen met Martin Simpson drie albums op voor hij in 1987 naar de Verenigde Staten vertrok. Daarna stopte Tabor een poosje met zingen. Ze ging werken in een bibliotheek en met haar echtgenoot David Taylor baatte zij het restaurant Passepartout in Penrith uit.
In 1990 nam zij haar zangcarrière weer op, ditmaal met The Oyster Band. Later deed zij aan verschillende projecten mee.
In 2004 werd Tabor verkozen tot Folk Singer of the Year in de BBC Radio 2 Folk Awards.

## Discografie
- Silly Sisters (1976, met Maddy Prior)
- Airs and Graces (1976)
- Ashes and Diamonds (1977)
- A Cut Above (1980)
- Abyssinians (1983)
- The Peel Sessions (1986)
- Aqaba (1988)
- No More to the Dance (1988, met Maddy Prior)
- Some Other Time (1989)
- Freedom and Rain (1990, met The Oyster Band)
- Oranges and Lemmings (1990, met The Mrs Ackroyd Band)
- Angel Tiger (1992)
- Against the Streams (1994)
- Gnus and Roses (1994, met The Mrs Ackroyd Band)
- Aleyn (album, 1997)
- On Air (1998)
- A Quiet Eye (1999)
- Rosa Mundi (2001)
- An Echo of Hooves (2003)
- Yelp! (2003, met The Mrs Ackroyd Band)
- Always (2005)
- At the Wood's Heart (2005)
- Apples (2007)
- Ashore (2011)